# Arne Börjesson
Knut Arne Börjesson, född 14 april 1925 i Göteborg, död 2 juli 2017 i Göteborg, var en svensk gångare. Han tävlade för IFK Göteborg.
Börjesson tävlade för Sverige vid olympiska sommarspelen 1952 i Helsingfors. Han slutade på 7:e plats i försöksheatet på 10 kilometer gång, vilket inte räckte till en finalplats.
Han fick 1951 motta hederstecken av Svenska Gång- och Vandrarförbundet.